# Violante Bivar e Velasco
Violante Atabalipa Ximenes de Bivar e Velasco (Salvador, 1 de dezembro de 1817-  Rio de Janeiro,25 de maio de 1875) foi uma jornalista, escritora e proprietária de jornal feminista brasileira.

## Biografia
Velasco nasceu em 1 de dezembro de 1817, em  Salvador. Quando criança, ela recebeu uma boa educação e vivia com sua mãe e o avô enquanto seu pai estava no Rio de Janeiro. A família finalmente se juntou a seu pai no Rio de Janeiro. Em 1845, Velasco casou-se com um tenente, João Antonio Boaventura, que morreu poucos anos depois de eles se casarem. Velasco era rica, tinha uma renda independente e era capaz de financiar o seu próprio trabalho. Ela foi contra a exclusão das mulheres do ensino superior no Brasil.
Vellasco serviu como editora e patrona do Jornal das Senhoras, uma revista feminista fundada em 1852 e editada por Joana Paula Manso de Noronha. O Jornal das Senhoras cobria as qualidades positivas das mulheres, defendia a educação feminina e abordava outros temas de interesse das mulheres. Outra editora da revista, além de Vellasco, foi Gervasia Nunenzia Pires dos Santos. O jornal foi publicado até dezembro de 1855. Ela também traduziu obras literárias. Mais tarde, ela publicou outro jornal, O Domingo, em 1874, que defendia e discutia os direitos das mulheres no Brasil.
Em 25 de maio de 1875, Velasco faleceu no Rio de Janeiro.
Vellasco foi membro do Conselho Imperial no Brasil e fundadora e diretora do Conservatório Dramático Brasileiro do Rio de Janeiro.